# Tercer ull

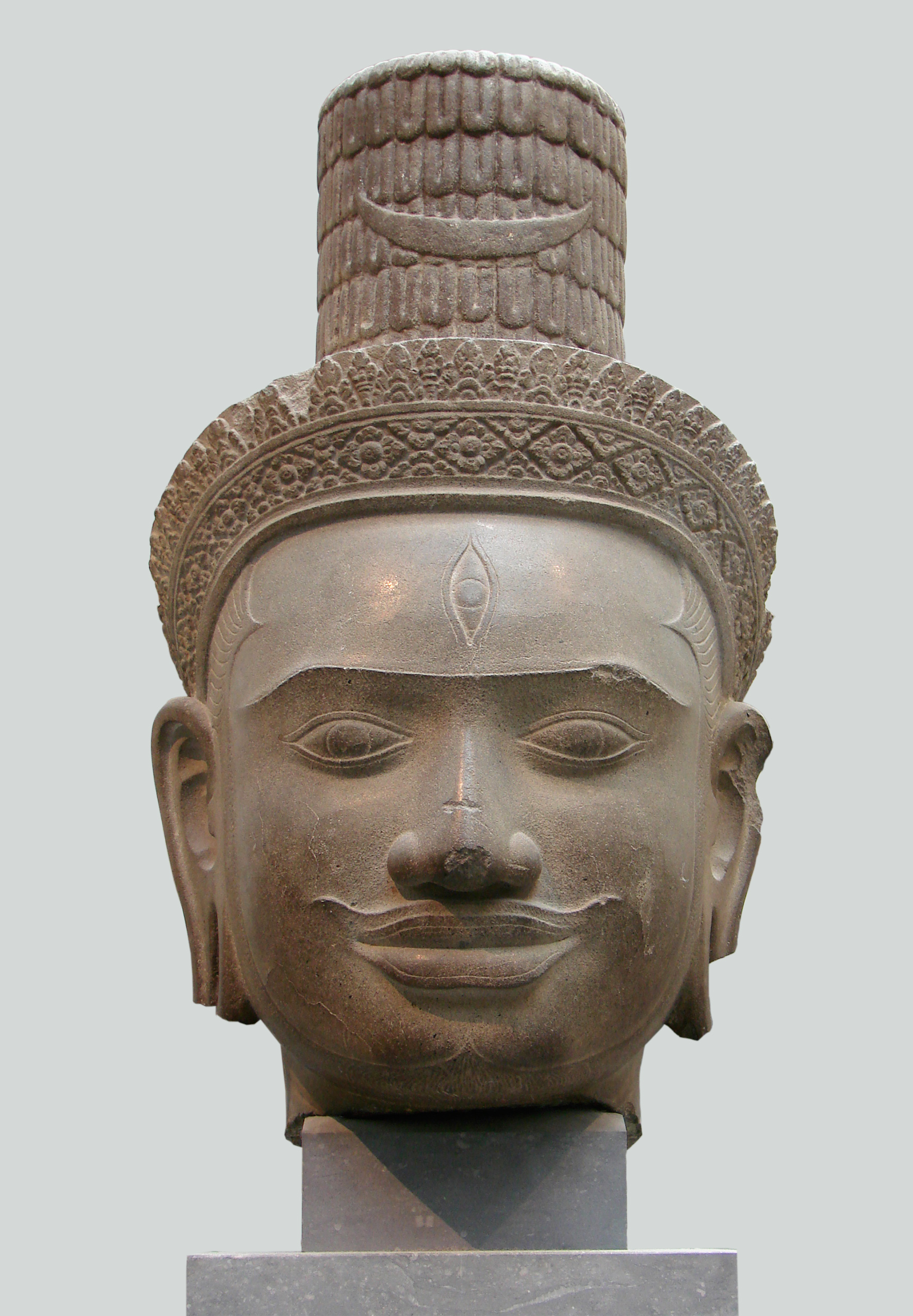
Testa de Xiva mostrant un tercer ull

El tercer ull (també anomenat ull de la ment o ull interior) és un ull invisible i místic, representat generalment al front, que proporciona una percepció més enllà de la vista. En l'hinduisme, el tercer ull es refereix al txakra ājñā («cella»). Tant en l'hinduisme com en el budisme es considera que el tercer ull es troba al voltant de la meitat del front, lleugerament per sobre de la unió de les celles, i representa la il·luminació que s'aconsegueix mitjançant la meditació.
Especialment en les pràctiques espirituals orientals, el tercer ull es refereix a la porta que condueix als regnes interiors i espais de la consciència superior, i sovint simbolitza un estat d'il·luminació. El tercer ull s'associa sovint amb visions religioses, clarividència, capacitat d'observar aures, precognició i experiències extracorporals.

## Significat
En l'hinduisme, el tercer ull es refereix al txakra ājñā que es situa al voltant de la meitat del front, lleugerament per sobre de la unió de les celles. Els hindús col·loquen la tilaka entre les celles com a representació del tercer ull, que també apareix en les representacions de Xiva en què el tercer ull simbolitza el poder del coneixement i la detecció del mal.

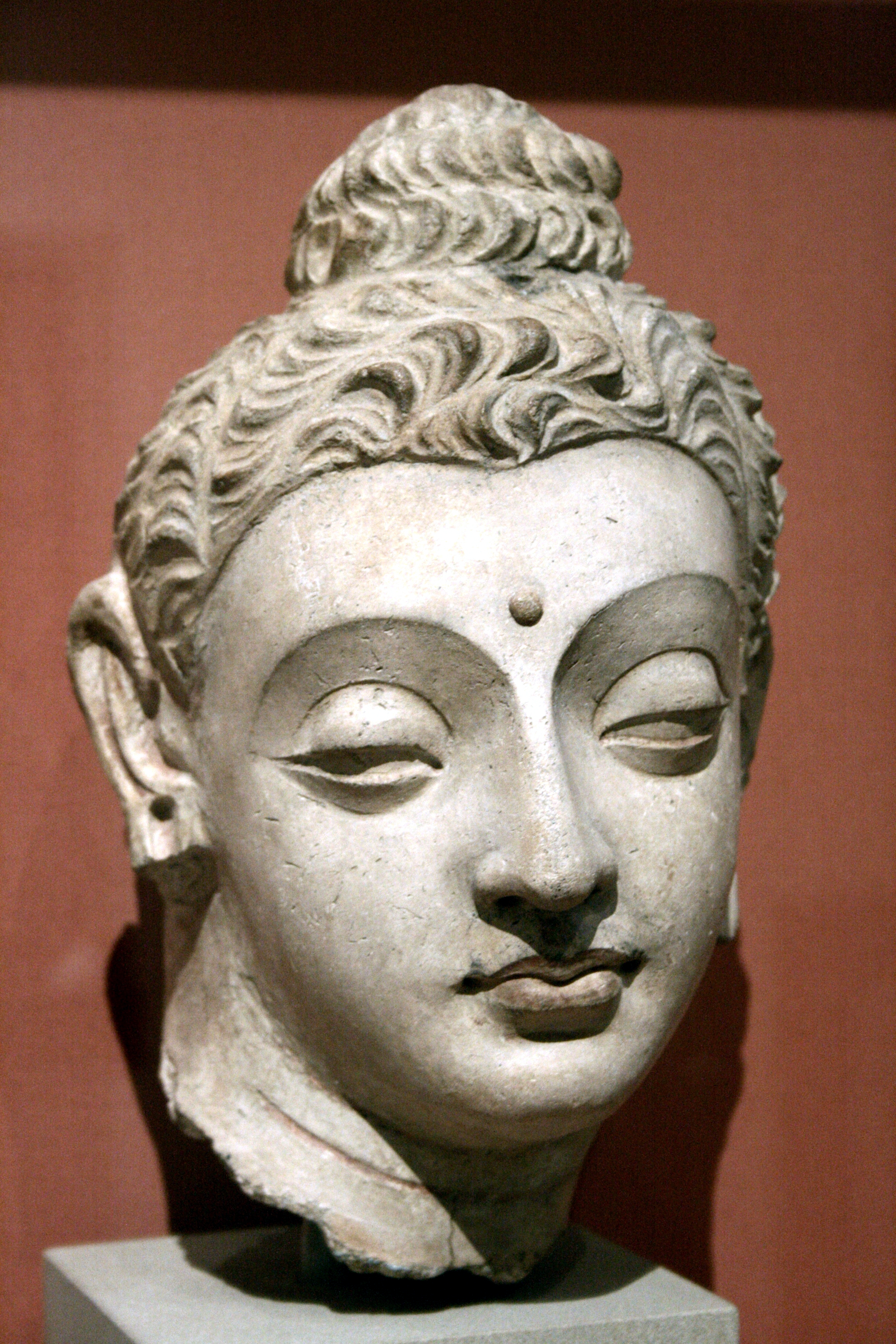
Buda amb una ūrṇā

En el budisme el tercer ull es situa al voltant de la meitat del front, lleugerament per sobre de la unió de les celles, i es considera el tercer ull com l'«ull de la consciència» o l'«ull de la saviesa», que representa el punt de mira des del qual s'aconsegueix la il·luminació més enllà de la visió física en forma d'ūrṇā.
En el taoisme, l'entrenament del tercer ull implica centrar l'atenció amb els ulls tancats en el punt entre les celles mentre el cos està en diverses postures de txikung. L'objectiu d'aquesta formació és permetre als estudiants sintonitzar amb la «vibració» correcta de l'univers i obtenir una base sòlida sobre la qual assolir un estat meditatiu més avançat. El taoisme ensenya que el tercer ull, també anomenat ull de la ment, es troba entre els dos ulls físics i s'expandeix fins a la meitat del front quan s'obre. El taoisme afirma que el tercer ull és un dels principals centres energètics del cos situat al sisè txakra, formant part del meridià principal, la línia que separa els hemisferis esquerre i dret del cos.
En la teosofia, els seguidors d'Helena Blavatsky han suggerit que el tercer ull és de fet la glàndula pineal parcialment latent, situada entre els dos hemisferis del cervell. Els rèptils i els amfibis senten la llum a través d'un tercer ull parietal, una estructura associada a la glàndula pineal, que serveix per a regular els seus ritmes circadiaris i per a la navegació, ja que pot detectar la polarització de la llum. Stephen Phillips ha afirmat que la visió microscòpica del tercer ull és capaç d'observar objectes tan petits com els quarks. Segons aquesta creença, els humans tenien en temps antics un tercer ull real a la part posterior del cap amb una funció física i espiritual. Amb el temps, a mesura que els humans van evolucionar, aquest ull es va atrofiar i es va enfonsar en el que avui es coneix com la glàndula pineal. Rick Strassman ha plantejat la hipòtesi que la glàndula pineal, que manté la sensibilitat a la llum, és la responsable de la producció i l'alliberament de DMT (dimetiltriptamina), un enteogen que creu que es podria excretar en grans quantitats en els moments del naixement i la mort.